# Nico Stehr
Nico Stehr (* 19. März 1942 in Berlin) ist ein deutscher Kulturwissenschaftler und Soziologe. Er war bis Juni 2018 Inhaber des Karl-Mannheim-Lehrstuhls für Kulturwissenschaften an der Zeppelin Universität in Friedrichshafen.

## Leben
Stehr lehrte und forschte von 1967 bis 2000 an amerikanischen und kanadischen Universitäten, zuletzt als Forschungsprofessor am „Peter Wall Institute for Advanced Study“ der University of British Columbia in Vancouver. Im Studienjahr 2002/2003 war er „Paul-Lazarsfeld-Professor“ der human- und sozialwissenschaftlichen Fakultät der Universität Wien.
Stehr war von  2004 bis Juni 2018 Karl-Mannheim-Professor für Kulturwissenschaften an der privaten Zeppelin Universität in Friedrichshafen. Ebenda leitete er von 2006 bis 2009 ein von der EU-Kommission gefördertes Forschungsprojekt zum gesellschaftspolitischen Umgang mit den so genannten Converging Technologies (d. h. Biotechnologie, Nanotechnologie, Informationswissenschaften und Kognitionswissenschaft) und gründete 2011 das Europäische Zentrum für Nachhaltigkeitsforschung (ECS).
Stehr war Senior Research Fellow am Sustainable Development Research Institute der University of British Columbia (Vancouver), Fellow des Kulturwissenschaftlichen Instituts Essen und ist Fellow der Royal Society of Canada  sowie Mitbegründer und bis 2006 Herausgeber des Canadian Journal of Sociology. Der Titel seines 1986 erschienenen Buchs (mit Gernot Böhme) The Knowledge Society („Die Wissensgesellschaft“) wurde im wissenschaftlichen, politischen und ökonomischen Kontext zum geflügelten Wort.

## Wissenschaftliche Schwerpunkte
Stehr arbeitet zur Kontroverse um die globale Erwärmung unter anderem eng mit dem Hamburger Klimatologen Hans von Storch zusammen. Er ist einer der Autoren des Hartwell Papiers zur Neuausrichtung der Klimapolitik nach dem Zusammenbruch von 2009. Dieses Papier ist das Ergebnis eines von der London School of Economics (LSE) im Februar 2010 einberufenen Treffens zur Reflexion über Konsequenzen aus den Entwicklungen der Klimapolitik Ende 2009.
Einer der besonderen Schwerpunkt seiner wissenschaftlichen Arbeit ist die Transformation moderner Gesellschaften zu Wissensgesellschaften sowie die damit verbundenen Folgen für Bereiche u. a. der Wissenschaft, Politik, Wirtschaft und der Globalisierung. Ein weiteres wichtiges Thema sind die gesellschaftlichen Ursachen und Folgen des Klimawandels. Von Stehr liegen hierzu zahlreiche Veröffentlichungen als Autor und Herausgeber sowie auch in Form von Artikeln vor.

## Auszeichnungen
- 1985: Mitglied der Royal Society of Canada
- 2011: Mitglied der Europäischen Akademie der Wissenschaften und Künste[3]

## Veröffentlichungen (Auswahl)

### Als Autor
- mit Volker Meja und David Kettler: Karl Mannheim, Tavistock 1984, ISBN 978-0-85312-688-1
- Praktische Erkenntnis, Suhrkamp 1991, ISBN 3-518-58099-X
- Practical Knowledge. Applying the Social Sciences, Sage 1992, ISBN 0-8039-8699-8
- Knowledge Societies, Sage 1994, ISBN 0-8039-7892-8
- Arbeit, Eigentum und Wissen. Zur Theorie von Wissensgesellschaften, Suhrkamp 1994,  ISBN 3-518-58187-2
- mit Hans von Storch: Klima – Wetter – Mensch, C.H. Beck 1999, ISBN 3-406-44613-2
- Die Zerbrechlichkeit moderner Gesellschaften. Die Grenzen der Macht und die Chancen des Individuums, Velbrück Wissenschaft 2000, ISBN 3-934730-18-3
- Wissen und Wirtschaften. Die gesellschaftlichen Grundlagen der modernen Ökonomie, Suhrkamp 2001, ISBN 3-518-29107-6
- Wissenspolitik. Die Überwachung des Wissens, Suhrkamp 2003, ISBN 3-518-29215-3
- Die Moralisierung der Märkte, Suhrkamp 2007, ISBN 978-3-518-29431-4
- mit Hans von Storch: Klima Wetter Mensch, Budrich 2010, ISBN 978-3-86649-228-8
- mit Reiner Grundmann: Die Macht der Erkenntnis, Suhrkamp 2011, ISBN 978-3-518-29590-8
- mit Marian Adolf: Ist Wissen Macht? Erkenntnisse über Wissen, Velbrueck 2015, ISBN 978-3-95832-074-1
- mit Amanda Machin: Gesellschaft und Klima, Velbrueck 2019, ISBN 978-3-95832-167-0
- mit Dustin Voss: Geld. Eine Gesellschaftstheorie der Moderne, Velbrueck 2019, ISBN 978-3-95832-166-3
- Wissenskapitalismus, Velbrueck 2022, ISBN 978-3-95832-289-9.
- Moderne Wissensgesellschaften. Springer VS, Wiesbaden 2023, ISBN 978-3-658-40380-5.
- mit Hans von Storch: Die Wissenschaft in der Gesellschaft. Klima, Klimawandel und Klimapolitik. Springer, Wiesbaden 2023, ISBN 978-3-658-41881-6.

### Als Herausgeber
- mit Volker Meja, David Kettler: Karl Mannheim, Strukturen des Denkens, Suhrkamp 1981; zweite Auflage 2003, ISBN 978-3-518-27898-7
- mit Volker Meja: Streit um die Wissenssoziologie, Suhrkamp 1982, ISBN 978-3-518-27961-8
- mit Volker Meja, David Kettler: Karl Mannheim, Konservativismus, Suhrkamp 1984; zweite Auflage 2003, ISBN 978-3-518-28078-2
- mit Gernot Böhme: Knowledge Society, D. Reidel Publishing 1986, ISBN 978-90-277-2305-5
- mit Peter Weingart: Practising Interdisciplinarity, University of Toronto Press 2000, ISBN 0-8020-4328-3
- mit Reiner Grundmann: Werner Sombart, Economic Life in the Modern Age, Transaction Publishers 2001, ISBN 0-7658-0030-6
- The Governance of Knowledge, Transaction Publishers 2004, ISBN 0-7658-0172-8
- Biotechnology Between Commerce and Civil Society, Transaction Publishers 2004, ISBN 0-7658-0224-4
- mit Christian Fleck: Paul Neurath: Die Gesellschaft des Terrors. Innenansichten der KZs Dachau und Buchenwald, Suhrkamp 2004
- mit Reiner Grundmann: Knowledge, 5 Bände, Routledge 2005, ISBN 0-415-35341-6
- mit Stephan A. Jansen, Birger P. Priddat: Demographie. Bewegungen einer Gesellschaft im Ruhestand. Multidisziplinäre Perspektiven zur Demographiefolgenforschung, VS Verlag für Sozialwissenschaften 2005, ISBN 3-531-14780-3
- mit Christian Fleck: Paul F. Lazarsfeld. Empirische Analyse des Handelns, Suhrkamp 2007, ISBN 978-3-518-29422-2
- mit Stephan A. Jansen, Birger P. Priddat: Die Zukunft des Öffentlichen. Multipliziplinäre Perspektiven für eine Öffnung der Diskussion über das Öffentliche, VS Verlag für Sozialwissenschaften 2007, ISBN 978-3-531-15282-0
- mit Bernd Weiler: Who owns Knowledge? Knowledge and the Law, Transaction Publishers 2008, ISBN 978-0-7658-0337-5
- Knowledge and Democracy, Transaction Publishers 2008, ISBN 978-1-4128-0706-7
- mit Hans von Storch: Eduard Brückner: Die Geschichte unseres Klima. Klimaschwankungen und Klimafolgen, Österreichische Beiträge zu Meteorologie und Geophysik 2008
- mit Stephan A. Jansen, Eckard Schroeter: Mehrwertiger Kapitalismus. Multidisziplinäre Beiträge zu Formen des Kapitalismus und seiner Kapitalien, VS-Verlag für Sozialwissenschaften 2008, ISBN 978-3-531-15864-8
- mit Manfred Moldaschl: Knowledge Economy  Beiträge zur Ökonomie der Wissensgesellschaft, Metropolis Verlag 2009, ISBN 978-3-89518-532-8
- mit Reiner Grundmann: Society. Critical Concepts in Sociology, 4 Bände, Routledge 2009, ISBN 978-0-415-42656-5
- mit Stephan Jansen, Eckard Schroeter: Rationalität der Kreativität. Multidisziplinäre Beiträge zur Analyse der Produktion, Organisation und Bildung von Kreativität, VS Verlag für Sozialwissenschaften 2009, ISBN 978-3-531-16688-9
- mit Stephan Jansen, Eckard Schroeter: Transparenz. Multipdisziplinäre Durchsichten durch Phänomene und Theorien des Undurchsichtigen, VS Verlag für Sozialwissenschaften 2019, ISBN 978-3-531-17435-8
- mit Stephan Jansen, Eckard Schroeter:  Fragile Stabilität – stabile Fragilität, Springer VS 2013, ISBN 978-3-658-02247-1